# Влада Милана Пироћанца
Влада Милана Пироћанца је била влада Кнежевине и Краљевине Србије од 2. новембра 1880. до 3. октобра 1883.

## Историја

### Долазак на власт
У преговорима око трговинског питања, Аустро-Угарска се према Србији није понашала као према равноправном преговарачу сматрајући да она има право на повлашћени положај у Србији. Више пута је прекидала преговоре и претила царинским ратом, што би представљало катастрофу за српски извоз. У отпору Аустро-Угарској, Србија је имала подршку једино у удаљеној Британији, те је подршка имала само моралну вредност. Аустроугарска влада поставила је Ристића пред избор: политичка капитулација или царински рат. Ристић је био спреман за економски рат, због чега га је кнез Милан отпустио. Тиме је завршена ера владавине либерала.
Милан се за састав владе обратио најпре Јовану Мариновићу, а када је то пропало, младоконзервативцима. Нову владу саставио је њихов првак, Милан Пироћанац. Услови кнеза били су да Чедомиљу Мијатовићу буде поверено министарство финансија, а Милојку Лешјанину војске. Кључни ресор министарства унутрашњих послова преузео је Милутин Гарашанин, док је министар просвете и цркве постао Стојан Новаковић.

### Настанак политичких странака
Младоконзервативци и радикали иступили су заједнички и однели убедљиву победу над либералима на скупштинским изборима од новембра 1880. године. Радикали су, међутим, заобиђени приликом конституисања Скупштине. Напредњацима коалиција више није била потребна, те је Пироћанчева влада била једнопартијска. Радикали су гласали за адресу Скупштине 1881. године. Међутим, убрзо затим појавио се радикалски лист „Самоуправа“ са програмом странке која се стварала (20. јануар). Потписало га је 38 посланика Радикалне странке (и још толико истомишљеника). То је узнемирило Виделовце који су се уплашили да ће изгубити већину у Скупштини, те су пожурили са оснивањем властите странке. Два дана након покретања „Самоуправе“ и настанка Радикалне странке, настао је и програм Напредне странке (22. јануар).
Либерали су се прво организовали у оквиру политичког друштва које је носило назив „Дружина за потпомагање српске књижевности“ (септембар 1881). Октобра месеца покренули су своје гласило „Српска независност“ у коме су објавили свој програм. У програму странке истакнуто је да она пропагира слободу рада. Ристић је истицао две тачке програма Либералне странке: уједињење српског народа и уставне промене. Тиме је завршен процес настанка првих политичких странака у Србији.
Најзаслужнији за организацију Радикалне странке био је Пера Тодоровић. Прогнан због учешћа у буни „Црвено барјаче“ 1876. године, Тодоровић се у земљу вратио 1880. године. У чланку „Организујмо се“ он позива радикале да се организују. На партијском скупу од октобра 1881. године донети су Статути странке. Статуте је одобио министар унутрашњих послова, Милутин Гарашанин. Статутом је одређено да је на врху странке Главни одбор. Месни одбори странке били су на локалу. Главни годишњи скуп био је врховни орган странке на коме се одлучивало о важнијим питањима. Главни одбор извршавао је одлуке Главног скупа и бринуо о дисциплини странке. Бројао је десет чланова и шест заменика, радио је сваког месеца. Месни одбори странке допринели су ширењу њеног утицаја широм земље. Пера Тодоровић је неуморно путовао по Србији и за „42 дана обишао 43 места“. Први главни скуп странке одржан је августа 1882. године на Илијиним водама у Крагујевцу. Тамо је довршена организација странке и одређен Главни одбор странке. Уводну беседу одржао је председник Никола Пашић. После њега говор је одржао Пера Тодоровић. Слободан Јовановић пише да је Тодоровић говорио цео дан и да је беседништвом засенио и самог Пашића.
Организацију Напредне странке чинили су месни одбори широм земље. За председника Главног одбора најпре је изабран Аћим Чумић, али се он повукао под притиском Пироћанца и Гарашанина. У односу на радикале, напредњаци нису имали ни приближно толико добру организацију. У села где су радикали имали већину, напредњаци нису ни залазили већ су своје деловање ограничили на вароши. 
Октобра 1882. године на збору у Београду извршена је организација Либералне странке. Председник Главног одбора, Јован Ристић, је у уводном говору поздавио Главни скуп „Друштва за потпомагање српске књижевности“. На састанку се говорило о односу „Друштва за потпомагање српске књижевности“ и странке која се управо стварала, као и о политичком програму. Истакнута је потреба очувања Друштва које је странци обезбеђивало публицистичку делатност. Одбор је на састанку израдио Статут Либералне странке. Предвиђени су следећи органи странке: Главни одбор, месни одбори и Скупови странке.

### Законодавство
Априла 1881. године донет је либерални Закон о штампи који је усвојен једногласно, што је био преседан у политичкој историји Србије. За покретање листа сада није била потребна дозвола полицијских власти. Новине су могле бити забрањене уколико су вређале владара или позивале на буну. Систем казна био је блажи. Слободан Јовановић је оценио да је слобода штампе била сасвим неограничена. Законом о зборовима зборови су оглашени слободним и могли су се држати без дозволе полиције. Законом о судијама судска власт постала је сасвим независна од извршне. Влада више није могла по својој вољи пензионисати судије.

### Трговински уговор и Тајна конвенција
Напредњаци су по преузимању власти прихватили аустроугарске услове (уговор из 1862. и статус повлашћене нације), те је Аустро-Угарска одмах скинула забрану за увоз стоке и наставила преговоре. Преговори су вођени без застоја и завршени су 6. маја 1881. године потписивањем трговинског уговора. Трговинским уговором (ратификованим 1882), омогућена је поптуна слобода трговине, с тим што је Монархија задржала повластице и олакшице из 1862. године, сходно клаузули највећег повлашћења без узајамности. Убрзо затим склопљена је и Ветеринарска конвенција која је важила само за рогату марву (не и за свиње), те је Аустро-Угарска могла, кад год је хтела, да забрани Србији увоз свиња. Трговински уговор је довео до разлаза напредњака и радикала јер га други нису прихватили говорећи да је и царински рат бољи од оваквог споразума. Напредњаци су, међутим, прихватили Миланову аустрофилску политику.
Кнез Милан је након склапања трговачког уговора испитивао могућност за склапањем политичког уговора са Аустро-Угарском. Не зна се тачно ко је покренуо иницијативу за преговоре о склапању Тајне конвенције. Преговори су отпочели у разговорима Мијатовића са аустријским министром спољних послова Хајнрихом Хајмерлеом и начелником Бењамином Калајем. Уследила је Миланова посета Бечу током које је он сам, без сарадње са својим министрима, припремио тајну конвенцију. Конвенција је закључена 28. јуна 1881. године. Склопили су је кнез и Мијатовић без знања осталих министара.
Тајном конвенцијом Србија и Аустро-Угарска обавезале су се на узајамно вођење пријатељске политике. Србија мора спречити било какву пропаганду са своје територије против Монархије, Босне, Херцеговине, Новопазарског санџака. Исту обавезу према Србији преузела је и Монархија. Наглашена је заштита династије Обреновић уз прихватање краљевске титуле и утицај на друге силе да ураде исто. Монархија је тражила да Србија без претходног споразума са њом не може закључити никакав политички уговор са било којом државом, нити пустити ниједну страну војску на своју територију. Уговор је важио на 10 година.
Када је кнез обавестио Пироћанца и Гарашанина о Тајној конвенцији, они се нису сложили са њеном садржином и понудили су оставке. Решење је пронађено у исправци члана 4. У декларацији коју су потписали Пироћанац и Калај Србија је преузела обавезу да неће закључивати само политичке споразуме који су противни конвенцији. Аустро-Угарска, иначе, на овакву исправку не би пристала да Калај у рукама није имао кнежеву својеручно потписану изјаву о анулирању ове повољне одредбе. За ово Пироћанац и Гарашанин нису знали. Пироћанац је преузео министарство спољних послова.
Милан је до краја своје владавине одржавао добре односе са Монархијом. О садржини Тајне конвенције обавестио је још једино Јована Ристића који се сложио са владаревим планом. Конвенција ће 1889. године бити проширена, а њена важност продужена до 1895. године. За Конвенцију се сазнало тек 1893. године. Милан и напредњачки министри који су је потписали називани су издајницима и гробарима Србије, што није основано. Србија Босну није изгубила Тајном конвенцијом, него на Берлинском конгресу 1878. године, те је ширење ка том правцу и пре потписивања Конвенције било немогуће.

### Проглашење Србије Краљевином
Један од најзначајнијих момената Миланове владавине било је проглашење Србије Краљевином. Душанова царска круна била је нереалан сан свих владара, почев од Карађорђа. О проглашењу Краљевином током Миланове владавине као кнеза размишљало се три пута: 1872, 1876. и 1878. године. Први пут у време стицања кнежевог пунолетства, а други пут током Првог српско-турског рата (Делиградски догађај). Након Другог српско-турског рата шириле су се гласине да се Србија жели прогласити Краљевином и да је током рата желела да престоница такве државе буде у Скопљу. Ристић је морао да демантује гласине.
Три момента пресудно су утицала на проглашење Србије Краљевином: стицање независности, проглашење Румуније Краљевином и крах Генералне уније. Банкротством Генералне уније нанета је велика материјална штета српској држави и кнезу, те се пажња народа морала скренути са тог неуспеха владе. Генерална унија била је париска компанија која је финансирала изградњу железнице у Србији. Она је напредњачкој влади понудила најбоље услове 1881. године. Када је Бонту (председник Генералне уније) банкротирао, у његовом поседу нашао се велики број обвезница српске железнице у вредности од 42 милиона динара. Чедомиљ Мијатовић је у Паризу успео да спаси само део новца.
Боравећи у Бечу, Берлину и Петрограду, кнез Милан није наишао на отпор на своју идеју о краљевини. Русија и Немачка упућивале су Србију на Аустро-Угарску, мада је Бизмарк мислио да је за проглашење сувише рано. Проглашење се требало извршити на Великој народној скупштини, по обичају и савету Русије. Међутим, услед журбе ова привилегија припала је обичној Скупштини која се састала 6. марта 1882. године и донела Закон којим се „Књажество Србија проглашава за Краљевину Србију“. Скупштина је отпочела рад са малим закашњењем. Председник Скупштине, Алекса Поповић, довео је Обреновиће у везу са средњовековним Немањићима и предложио Скупштини да се Кнежевина прогласи Краљевином. Председник владе, Милан Пироћанац, обавестио је посланике да велике силе око тога неће правити проблеме и подржао је предлог. Скупштина је затим отишла у двор Обреновића и замолила Милана да прихвати њене одлуке, што је Милан и учинио. Забележено је да Милан и кнегиња нису знали да ће тог јутра бити проглашена Краљевина. Краљ је организовао свечани ручак у двору, у башти под шатором, где се помињало и Душаново царство. Сва црквена звона огласила су проглас Краљевине.
Милан је желео да обнови и чин крунисања. Миропомазан је 5. јула 1868. године у Саборној цркви у Београду за кнеза. У Бечу се чувала једна круна за коју се погрешно сматрало да је припадала краљу Милутину. Фрањо Јосиф је није дао, те се од крунисања одустало . Краљевину је прва признала Аустро-Угарска, потом Немачка, а затим све остале државе, Ватикан и Васељенски патријарх. Ни Турска није правила питање. Краљев рођендан, дан стицања независности и дан прогласа Србије Краљевином проглашени су за државне празнике.
Јула 1882. године донет је Закон о грбу Краљевине Србије. Грб је урађен тако да се види веза са средњовековном немањићком државом. Немањићки орао и грб Кнежевине укомпоновани су у грб Краљевине; двоглави орао на црвеном штиту са краљевском круном. Израдио га је у Бечу барон Штрел. Србија је незванично добила химну још 1872. године, поводом пунолетства кнеза Милана. Била је то Српска химна, а истовремено је настала и Кнежева химна, обе написане од стране Јована Ђорђевића. Српска химна унета је у позоришни комад „Маркова сабља“. Са измењеним стиховима и новим насловом (Боже правде), Српска химна постала је химна Краљевине Србије. Компоновао ју је Даворин Јенко.
Проглашење Краљевином донело је Србији извесне предности у погледу дипломатског третмана. Европске државе биле су заинтересоване за успостављање дипломатских односа са Србијом још током њеног настанка. Једине дипломате у Карађорђевој Србији били су руски Родофиникин и Теодор Недоба. Након стицања аутономије, у Србији прва конзулат отвара Аустрија (1836), а затим Енглеска (1837), Русија (1838) и Француска (1839). Србија је са Турском општила путем депутација и након што је добила свог капућехају у Цариграду (1830). Друго дипломатско представништво отворено је у Букурешту. Незваничног тајног агента у Паризу поставили су уставобранитељи 1854. године. Након стицања независности, Србија отвара дипломатска представништва у Паризу (1879), Петрограду (1879), Софији, Атини, Берлину, Лондону, Риму, Цетињу, Бриселу, Вашингтону, Мадриду и Стокхолму. Законом о Министарству иностраних дела (1886), основано је Министарство иностраних послова. Највише конзулата било је у Турској. Познатије дипломате су: Аврам Петронијевић, Илија Гарашанин, Јован Мариновић, Јован Ристић (који су наставили свој рад и у периоду независности), Милан Пироћанац, Милован Миловановић, Никола Пашић, Љубомир Каљевић, Стојан Новаковић и Миленко Веснић.

### Сукоб са опозицијом
Одушевљење изазвано прогласом Краљевине било је кратког века. Убрзо се настављају свађе у Скупштини. Влада није хтела да одговори на Пашићево питање колико је банкротство Бонтуа погодило српску привреду, називајући таква питања увредом власти. Стога је опозиција (53 посланика) одлучила да апстинира са седница Скупштине која је тако изгубила кворум потребан за доношење одлука. Незаконито, Скупштина се прогласила надлежном да распише изборе за 53 упражњена посланичка места. Овај покушај није успео јер су на изборима поново изабрани посланици који су апстинирали. Пироћанац је понудио оставку, али је краљ није прихватио. Напредњачки клуб посланика донео је одлуку којом су расписани други, допунски избори, с тим да су тамо где победе опозициони посланици поништавани избори. Тако се десило да је у Народну скупштину ушло још 40 напредњачких посланика од којих су неки имали свега два добијена гласа (тзв. двогласци). 
Уследило је чишћење чиновничког апарата. Чистке нису заобишле ни цркву. Смењен је чувени митрополит Михаило, истакнут либерал и славенофил. Он није хтео да прихватио Закон о таксама који би за цркву представљао симонију. Архијерејски сабор одбио је да изабере новог митрополита, те је влада (по наговору Аустро-Угарске) сменила читав сабор и преко световних лица изабрала за митрополита Теодосија Мраовића, професора Богословије. Он је рукоположен од стране карловачког митрополита Германа Анђелића, а промењени су и епископи.
Пироћанчева влада (1880—1883) донела је три закона који су ограничавали политичке слободе. Закон о кажњавању народних посланика увео је високе казне (1000 динара) за недолазак на седнице који би онемогућио Скупштину у раду. Законом о оснивању коњичке жандармерије влада је организовала жандармерију која ће наводно гонити хајдуке, али јој је права мета била опозиција, односно радикали. Законом о печатњи заведена је строжа цензура (1882) и сузбијене су слободе дате Законом о штампи из 1881. године. Новине су сада могле бити забрањене уколико шире комунистичке идеје. Законом о устројству војске уведен је обавезни војни рок (2 године) чиме се Србија изједначила са европским државама. Закон је нападан у јавности јер је српски сељак позиван на војне вежбе чиме му је ометан рад на пољопривреди. Радикали су окривљавали краља да жели милитаризовати земљу.

### Илкин атентат
Незаводовљство Милановим режимом радикали су потпиривали у масама. Пашиће је августа 1882. године одржао збор у Крагујевцу на коме је ућествовало велики број људи. Октобра месеца на краља је покушан атентат у Саборној цркви у Београду. Илкин атентат извршила је 11. октобра 1882. године Јелена Илка Марковић, удовица пуковника Јеврема Марковића (брата Светозара Марковића) који је, по наређењу краља, стрељан због наводног учешћа у Тополској буни. Јелена је чекала краља (који се вратио са дипломатског пута из Беча) у унутрашњости цркве и пуцала у њега док је целивао икону. Невешта пуцању, промашила га је, а метак је погодио икону. Краљ је касније метак опточио драгим камењем и користио га као иглу за кравату. Илка је казну издржавала у пожаревачком затвору где је задављена. Краљ је сумњао да је у атентат умешан и Милутин Гарашанин (министар унутрашњих послова), али је касније учешће у организовању атентата признао једино радикалски првак Раша Милошевић (у својим мемоарима). Краљ је атентат желео да искористи за обрачун са радикалима, али су се томе успротивиле вође остале две странке: Ристић и Пироћанац, као и аустроугарски посланик. Крајем године политичка ситуација била је оваква: напредњаци су иза себе имали бирократски апарат и краља, радикали цео народ, док либерали нису имали никакву подршку.

### Уставни нацрт владе
Априла 1881. године влада Милана Пироћанца покренула је предлог за промену намесничког Устава из 1869. године. Пироћанац је почетком 1883. године министрима дао налог да израде нацрт Устава. Средином јула он је био готов. Уставни нацрт Напредне странке Гарашанин и Стојан Новаковић поднели су краљу по чијем мишљењу је он био сувише радикалан. Нацрт је садржао 134 чланова подељених у 16 поглавља. Слобода штампе била је гарантована. Зборови су били слободни. Законодавну власт обављао је краљ са Народним представништвом које се састојало из два дома: Народне скупштине и Сената. Да би закон постао пуноснажан, морала су га прихватити сва три чиниоца законодавне влати. Законодавну иницијативу имао је краљ и Представништво. Извршну власт вршио је краљ преко министара, а судску независни судови. Уставни нацрт Напредне странке представља значајан корак напред у односу на Устав из 1869. године јер је у погледу законодавства изједначио краља и Народно представништво (које добија право законодавне иницијативе). Краљ му се противио јер је нацрт ограничавао његов утицај. Он није хтео да дели законодавну власт. 
Јула 1883. године Главни одбор Радикалне странке израдио је свој нацрт Устава. Према њему, народ је суверен у Краљевини Србији и из народа потиче свака власт. Законодавну власт вршили су краљ и Народна скупштина. Закон се није могао донети, укидати или мењати без сагласности Скупштине. Краљев вето био је суспензиван, а не апсолутан; уколико краљ два пута одбије законски предлог Скупштине, он постаје пуноснажан без обзира на вето. Министрима је судио посебан суд састављен за ту функцију. Краљу Милану није падало на памет да прихвати радикалски нацрт Устава јер је у толикој мери ограничавао његову власт „да није имао толико власти колико су имали председници република“.

### Пад владе
На септембарским изборима 1883. године радикали су однели убедљиву победу и већину у Скупштини. Краљ је прихватио Пироћанчеву оставку и на чело владе поставио Николу Христића, опробаног полицајца и кнез-Михаиловог министра унутрашњих послова који је био и послушни извршилац краљеве воље.

## Чланови владе
| Функција                          | Слика                | Име и презиме     | Детаљи                                        |
| --------------------------------- | -------------------- | ----------------- | --------------------------------------------- |
| Председник министарског савета    |                      | Милан Пироћанац   |                                               |
| Министар иностраних дела          |                      | Чедомиљ Мијатовић | до 10/22.10.1881.                             |
| Министар иностраних дела          | Милан Пироћанац      |                   |                                               |
| Министар унутрашњих дела          |                      | Милутин Гарашанин |                                               |
| Министар правде                   |                      | Милан Пироћанац   | до 10/22.10.1881.                             |
| Министар правде                   | Димитрије Г. Радовић |                   |                                               |
| Министар финансија                |                      | Чедомиљ Мијатовић | заступник, до 10/22.10.1881, а од тада сталан |
| Министар просвете и црквених дела |                      | Стојан Новаковић  |                                               |
| Министар војни                    |                      | Милојко Лешјанин  | до 12/24.2.1882.                              |
| Министар војни                    | Тихомиљ Николић      |                   |                                               |
| Министар грађевина                |                      | Јеврем П. Гудовић | до 9/21.3.1882.                               |
| Министар грађевина                |                      | Милутин Гарашанин | заступник, до 4/16.1.1883.                    |
| Министар грађевина                | Јован Петровић       |                   |                                               |
| Министар народне привреде         |                      | Јеврем П. Гудовић | од 18/30.3.1883.                              |